# أودو عيساكا
أودو عيساكا (بالإنجليزية: Awudu Issaka)‏ هو لاعب كرة قدم غاني في مركز الوسط، ولد في 26 يونيو 1979 في سونياني في غانا. شارك مع منتخب غانا تحت 17 سنة لكرة القدم ومنتخب غانا تحت 20 سنة لكرة القدم. أما مع النوادي، فقد لعب مع رويال أندرلخت وميونخ 1860 ونادي أوكسير.

## وصلات خارجية
- أودو عيساكا على موقع قاعدة بيانات كرة القدم.إي يو (الإنجليزية)
- أودو عيساكا على موقع بيانات كرة القدم. دي إي (الألمانية)
- أودو عيساكا على موقع عالم كرة القدم.نت (الإنجليزية)